# Whakamoke orongorongo
Whakamoke orongorongo – gatunek pająka z rodziny Malkaridae i podrodziny Tingotinginae. Występuje endemicznie na Nowej Zelandii.

## Taksonomia
Gatunek ten opisany został po raz pierwszy w 2020 roku przez Gustava Hormigę i Nikolaja Scharffa na łamach Invertebrate Systematics w ramach rewizji taksonomicznej nowozelandzkich Malkaridae. Wyznaczono go gatunkiem typowym rodzaju. Jako miejsce typowe wskazano dolinę Orongorongo. Epitet gatunkowy odnosi się do miejsca typowego.

## Morfologia
Samice osiągają od 5,86 do 6,02 mm, a samce od 4,87 do 5,15 mm długości ciała. Prosoma jest ciemnobrązowa, w widoku bocznym prostokątna, pozbawiona podziału na część głowową i tułowiową. U samic prosoma ma od 2,42 do 2,68 mm długości i od 1,88 do 2,1 mm szerokości, zaś u samców od 2,29 do 2,35 mm długości i od 1,74 do 1,8 m szerokości. Jamka karapaksu wykształcona jest w postaci słabej, podłużnej linii 0,2 jego długości u samca i 0,4 jego długości u samicy. Wszystkie oczy oddalone są od siebie na odległości mniejsze niż ich średnice. Oczy środkowych par rozstawione są na planie czworokąta o przedniej krawędzi tak szerokiej jak tylna. Wysokość nadustka jest od 2,9 do 3,2 raza większa od średnicy oczu pary przednio-środkowej. Szczękoczułki mają dwa zęby na krawędzi przedniej, dwa zęby na krawędzi tylnej i niewielką nabrzmiałość w części nasadowej od strony przedniej. Sternum jest tarczowate. Odnóża pierwszej pary mają uda około 1,2 raza dłuższe od karapaksu. Opistosoma (odwłok) ma ciemnobrązowe, silnie zesklerotyzowane skutum i brązowe dyski ze szczecinkami.
Nogogłaszczki samca mają stępione na szczycie cymbium, szerokie u nasady i zwężone ku szczytowi w szpic paracymbium, powiększony u nasady i blaszkowaty w części szczytowej embolus zataczający połowę okręgu wokół tegulum oraz zakrywający ⅔ długości embolusa wyrostek sierpowaty konduktora. Samica ma epigynum 
dłuższe niż szerokie, zaopatrzone w otoczone słabiej zesklerotyzowanym oskórkiem dwie podłużne szczeliny o szerokości większej niż u W. paoka.

## Ekologia i występowanie
Pająk ten zasiedla lasy liściaste, lasy bukanowe oraz lasy mieszane zdominowane przez zastrzaliny. Prowadzi skryty tryb życia. Bytuje w ściółce i pod butwiejącymi kłodami. 
Gatunek ten występuje endemicznie na Wyspie Północnej Nowej Zelandii. Znany jest tylko z regionu Wellington na południu wyspy. 